# Charles Olemus
Charles Olemus is een voormalige Haïtiaanse atleet, die gespecialiseerd was in de lange afstand.
Op de Olympische Spelen van 1976 in Montreal werd hij laatste op de 10.000 m in een tijd van 42.00,11. Deze tijd is bekend als slechtste tijd ooit gelopen op de 10.000 m bij een Olympische Spelen.